# 1822
| 1822                        |
| --------------------------- |
| Dødsfald - Fødsler          |
| • Begivenheder • Litteratur |

| Gregoriansk kalender | 1822 MDCCCXXII          |
| Ab urbe condita      | 2575                    |
| Armensk kalender     | 1271 ԹՎ ՌՄՀԱ            |
| Kinesiske kalender   | 4518 – 4519 辛巳 – 壬午 |
| Etiopisk kalender    | 1814 – 1815             |
| Jødisk kalender      | 5582 – 5583             |
| Hindukalendere       |                         |
| - Vikram Samvat      | 1877 – 1878             |
| - Shaka Samvat       | 1744 – 1745             |
| - Kali Yuga          | 4923 – 4924             |
| Iransk kalender      | 1200 – 1201             |
| Islamisk kalender    | 1238 – 1239             |

Året 1822 startede på en tirsdag.
Konge i Danmark: Frederik 6. 1808-1839
Se også 1822 (tal)

## Begivenheder

### Udateret
- Den spanske regering klager over at sørøvere har tilholdssteder på St. Thomas, men klagen afvises af de vestindiske myndigheder

### Januar
- 12. januar – Nationalforsamlingen på Epidauros bliver erklæret (Grækenland), for en uafhængig stat, efter et års frihedskamp mod det tyrkiske overherredømme
- 27. januar – Grækenland erklærer sig uafhængig efter løsrivelse fra Tyrkiet

### Marts
- 9. marts - Charles M. Graham, New York får patent på sin opfindelse, kunstige (forlorne) tænder

### Juli
- 13. juli - grækerne besejrer osmannerne ved Thermopylæ

### Septemer
- 7. september – Brasilien opnår uafhængighed af Portugal. Herefter fejret som Brasiliens nationaldag

### Oktober
- 12. oktober - Brasilien erklærer sin uafhængighed af Portugal, og Pedro 1. af Brasilien udråbes til kejser
- 20. oktober - Sunday Times udkommer for første gang i London

### November
- 27. november – Verdens ældste registrerede hest ved navn Old Billy døde. Den blev født i 1760, og blev således 62 år gammel.

## Født
- 6. april - A.F. van Mehren, dansk orientalist (død 1907).
- 27. april – Ulysses S. Grant, amerikansk general og USA's 18. præsident (død 1885).
- 10. december – César Franck, belgisk-fransk komponist og organist (død 1890).
- 27. december – Louis Pasteur, fransk kemiker og bakteriolog (død 1895).

## Dødsfald
- 8. juli – Percy Bysshe Shelley, engelsk digter (født 1792).